# L'attentato - Sarajevo 1914
L'attentato - Sarajevo 1914 (Das Attentat - Sarajevo 1914) è un film per la televisione del 2014 diretto da Andreas Prochaska, basato sul famoso attentato all'arciduca Francesco Ferdinando d'Austria avvenuto a Sarajevo, in Bosnia-Erzegovina, il 28 giugno 1914 per mano dello studente nazionalista serbo Gavrilo Princip.
Questo assassinio è noto per aver fatto scoppiare la prima guerra mondiale.

## Trama
Sarajevo, 28 giugno 1914. L'arciduca Francesco Ferdinando d'Austria, che avrebbe dovuto succedere al trono alla morte del vecchio Francesco Giuseppe, mentre si trova in visita a Sarajevo, in Bosnia ed Erzegovina, una delle terre recentemente annesse all'impero Austro-ungarico, subisce un duplice attentato: la sua macchina viene dapprima colpita con una bomba, che lo lascia illeso, poche ore dopo, però, l'arciduca viene assassinato insieme alla moglie Sofia. La polizia arresta due studenti serbi: Gavrilo Princip e Nedeljko Čabrinović, come autori materiali degli attentati.
Il giudice Leo Pfeffer viene incaricato di condurre le indagini. Ed è subito chiara quale debba essere la conclusione  dell'inchiesta: il governo a Vienna si attende sia dimostrato il coinvolgimento della Serbia nell'omicidio. Il protagonista è solo una piccolissima ruota in un meccanismo enorme che lo schiaccia: la guerra è già decisa sia in Austria, sia in Germania, e «Prima si fa, meglio è». La guerra doveva comunque scoppiare, a prescindere dalle cause scatenanti. Quindi il piccolo funzionario ebreo che indaga con zelo sui misfatti dei militaristi guerrafondai, che forse hanno agevolato gli anarchici serbi non ha alcuna possibilità di fermare le grandi ruote della storia, ormai avviate a macinare decine di milioni di morti in quella che diventerà la prima guerra mondiale. Ha un rapporto con una giovane serba, figlia di un ricco commerciante di cavalli, rappresentato con i tratti di un personaggio di Marai. La frase che scatena l'epica è: Lei: «Perché vuoi fare figli proprio con me?» Lui: «Perché sei intelligente, bella e ricchissima, quando mi capiterà un'altra occasione così?» Ragionevole. Alla fine accetta di barattare la firma sul rapporto contraffatto con la libertà di lei e della sua famiglia.